# Congregação do Oratório
A Congregação do Oratório, hoje Confederação do Oratório (Confoederatio Oratorii Sancti Philippi Nerii), também conhecida como Oratorianos ou Ordem de São Filipe Néri, é uma sociedade de vida apostólica fundada em 1565, em Roma, por São Filipe Néri, para clérigos seculares, sem votos de pobreza e obediência, dedicando-se à educação cristã da juventude e do povo e a obras de caridade.
Reúne todas as congregações cujos membros são conhecidos como oratorianos ou filipinos, e pospõem aos seus nomes a sigla C.O., instituídas ao longo dos séculos, pela Santa Sé segundo o espírito da primeira, fundada em Roma, com a bula Copiosus in misericordia Deus (1575) do Papa Gregório XIII.

## História
A Reforma Protestante do século XVI, que ameaçou, na sua propagação e força, a própria existência da Igreja Católica, nela provocou várias reações de sobrevivência. Esse século viu surgir várias entidades como a Sociedade de Jesus, fundada por Inácio de Loiola; os Teatinos, por São Caetano; os Barnabitas, por António Maria Zaccaria; os Irmãos Hospitaleiros, por João de Deus; e a Congregação do Oratório, por Filipe Néri.
A fundação dessa última se deu em San Girolamo della Carità, Roma, onde os discípulos se reuniam para instrução espiritual. Gradualmente essas conferências tomaram forma definitiva, e padre Filipe construiu um oratório sobre o altar de San Girolamo, onde elas pudessem ser realizadas. Provavelmente foi daí que veio o nome da congregação.
Em 1564, ele assumiu o comando da igreja de São João dos Florentinos, onde seus discípulos, que eram sacerdotes, celebravam a missa e pregavam quatro sermões ao dia, intercalados por hinos e devoções populares. Onze anos de trabalho em São João convenceram o crescente grupo da necessidade de ter uma igreja própria e viver sob uma regra definida. Filipe e seus colaboradores, com o beneplácito do Papa, adquiriram em 1575 sua própria igreja, Santa Maria de Vallicella, que estava quase em ruínas e era muito pequena, pelo que decidiu-se demoli-la e construir uma maior, a chamada "Igreja Nova”, onde a congregação foi erigida por Gregório XII, em 15 de julho de 1575.
A nova comunidade congregaria sacerdotes seculares vivendo sob obediência, mas sem estar comprometidos por nenhum outro voto. Filipe foi tão enfático neste ponto da regra, que mesmo se a maioria quisesse vincular-se por votos, a minoria que não o fosse possuiria o domínio da comunidade. Habeant possideant (“Eles possuem”), foram as suas palavras.
Outra peculiariedade do Instituto foi o fato de cada casa ser independente. E quando se sugeriu a Filipe que se uma casa tivesse apenas um punhado de membros e outra um número excessivo, seria benéfico transferir indivíduos da comunidade mais numerosa, ele respondeu: “Cada casa viverá por sua própria vitalidade, ou perecerá por sua própria decrepitude”. O motivo provável foi evitar o risco de qualquer comunidade se arrastar em uma existência decadente.
Em 1599, o Cardeal Pierre de Bérulle fundou em França uma sociedade semelhante. As congregações do Oratório, independentes umas das outras, mas cultivando o mesmo espírito, multiplicaram-se sobretudo na França, Itália, Portugal e Espanha, exercendo notável influência até princípios do século XIX.

### Em Portugal
Em Portugal, a Congregação do Oratório foi uma das mais importantes instituições na expansão do iluminismo, servindo de contraponto aos jesuítas.
Em Lisboa teve o seu princípio na Capela Real, em 1654, pelo seu Fundador, o Venerável Padre Bartolomeu de Quental, Capelão, Confessor e Pregador da mesma Capela, onde com outros Sacerdotes seculares começaram os seus exercícios de Oração mental pública com práticas espirituais nos Domingos e dias Santos. 
Em 1659 criou, uma associação de sacerdotes, com o nome de Congregação de Nossa Senhora das Saudades. Nessa altura a rainha D. Luísa de Gusmão, por Decreto de 18 de Fevereiro deste ano, aprovou a Congregação e uma casa.
Assim, passaram a se congregar em Comunidade no sítio das fangas da farinha da Rua Nova do Almada, mas, por ser apertado aquele sítio para o número dos Congregados e das pessoas que acudiam aos seus exercícios, se mudaram para a Igreja do Espírito Santo da mesma rua. Isso concedido pelos irmãos do Hospital do Espírito Santo da Pedreira, a igreja e o hospício a ela anexo, por contracto feito em 1671 pelo tabelião Domingos de Barros, que congregantes vieram a ocupar em 1674.
Em 1673 surge um Convento masculino de São Filipe Néry em Freixo de Espada à Cinta, implantado num terreno onde está ainda a sua igreja, onde existia antes uma capela de invocação a Nossa Senhora do Vilar, com casa do ermitão e hospedaria dos romeiros, que foi cedido pela camara municipal ao Padre Francisco da Silva da respectiva ordem.
No processo da expansão desta congregação «católica, será a vez de Braga, que em 1686, foi construída a Capela do Oratório no Campo de S. Ana, a mando do cónego João Meira Carrilho e sob os auspícios do Arcebispo Primaz D. Luís de Sousa.
Em 1745 o edifício do então chamado Hospício da Nossa Senhora das Necessidades, em Lisboa (onde é hoje a sede do Ministério dos Negócios Estrangeiros), foi doado à Congregação do Oratório para actividades pedagógicas na crianças. Contudo o Marquês de Pombal, depois de começar por aceitar a actividade da Congregação do Oratório, em substituição da dos jesuítas expulsos em 1759 por ele, procurou depois também extingui-los, com o pretexto de que ensinavam doutrinas perniciosas à mocidade. De tal forma, que foram suspensos de pregar, confessar e exercer o ensino. Assim, este local foi encerrada, só reabrindo em 1777, quando o rei D. José I de Portugal morreu e este seu 1º ministro se viu obrigado a fugir da capital.
Para demonstrar o seu apoio e disposta a inverter a política anticlerical do governo de seu pai, a rainha D. Maria I de Portugal cedeu-lhes a capela à entrada do Hospital de São José, já que uma das funções da Congregação do Oratório era a assistência espiritual aos doentes.
Por fim, na sequência da Extinção das ordens religiosas, em 1834, também os bens, rústicos e urbanos, desta Congregação foram vendidos em haste pública.

### No Brasil

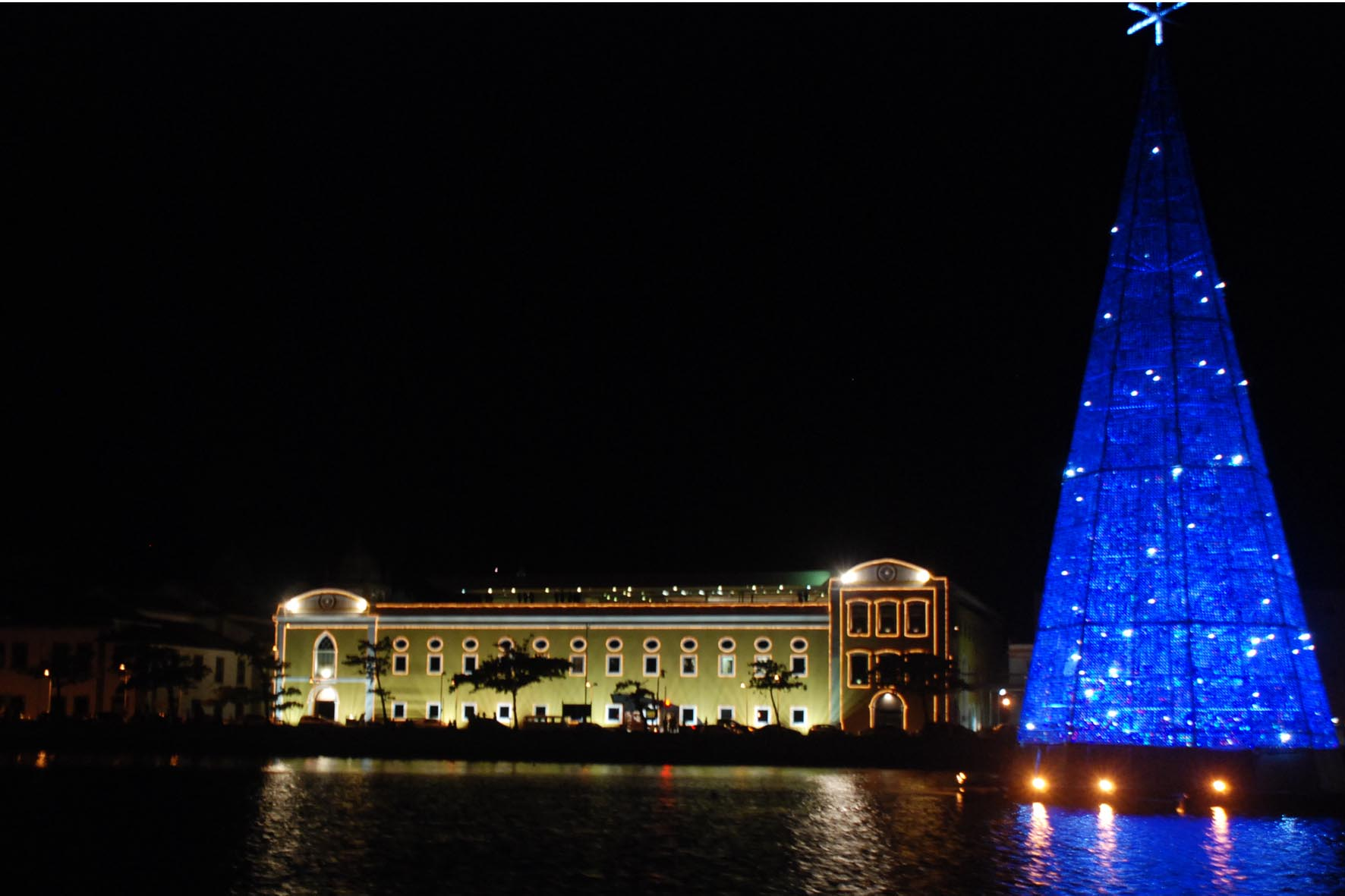
Antigo Convento dos Padres Oratorianos de São Filipe Néri no Recife, hoje um centro comercial.

No Brasil, as missões dos oratorianos iniciaram-se provavelmente em fins de 1659 ou início de 1660, com a chegada a Pernambuco dos padres seculares portugueses João Duarte do Sacramento e João Rodrigues Vitória. Entre 1669 e 1685, várias aldeias missionárias foram fundadas no sertão, como a de Araribá (que se tornou a vila de Cimbres), Limoeiro, Tapessuruma, Ipojuca, Tacaratu e outras. No final do século os oratorianos as abandonaram, dedicando-se a missões temporárias, que chamavam «volantes» e a prestar serviços religiosos aos portugueses.
Hoje confederaram-se, formando a Confederação do Oratório.

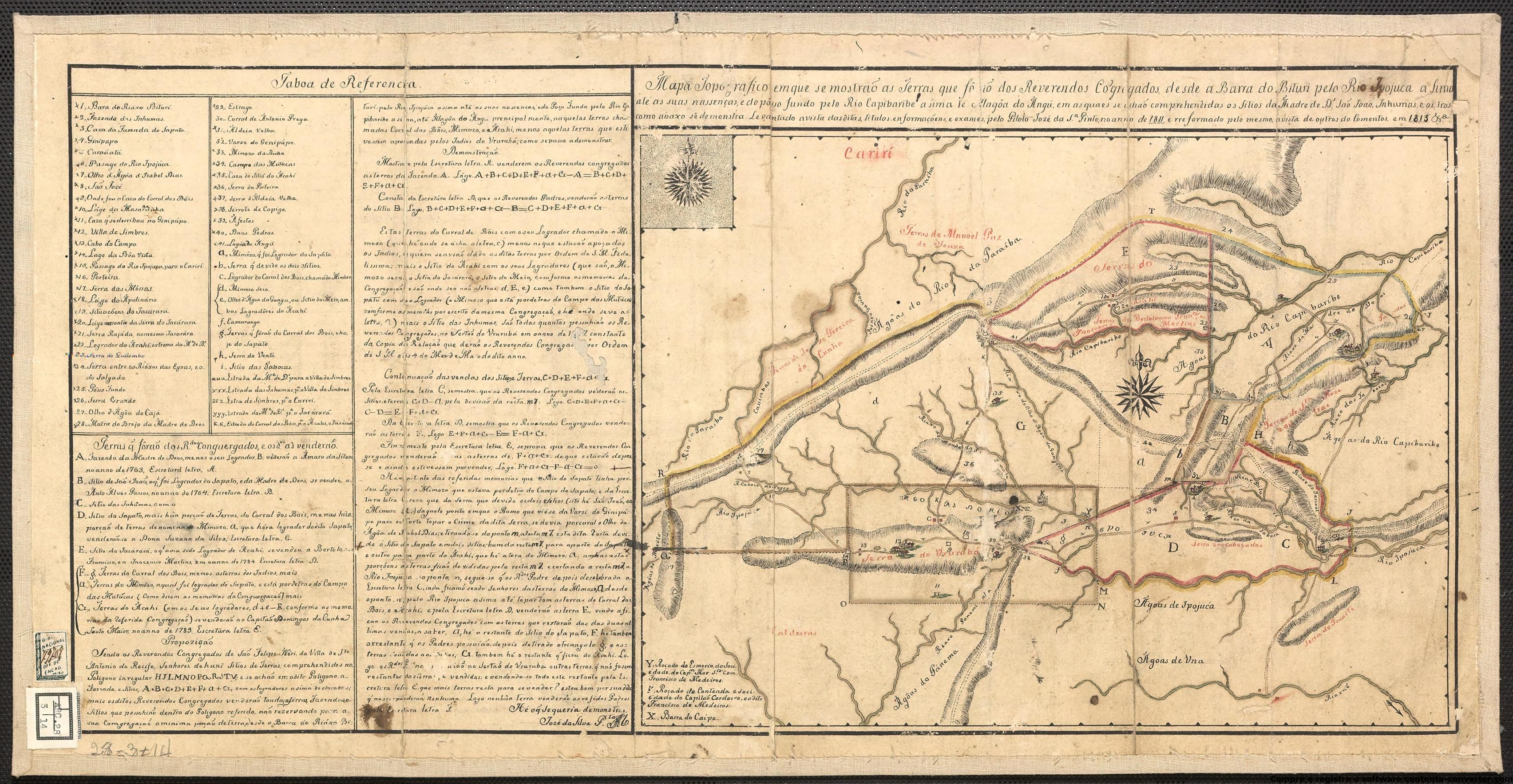
Terras dos índios na Serra do Ororubá e as outras terras da Congregação do Oratório, em 1813. Mapa de José da Costa Pinto.

Atualmente, a Congregação do Oratório de São Paulo (Brasil), localizada no Parque São Lucas, (Região Belém — Arquidiocese de São Paulo), é o único oratório do mundo na língua portuguesa.
Foi fundado pelo padre italiano Aldo Giuseppe Maschi (1920-1999), que chegou ao bairro por acaso, já que fora enviado em missão a outra região de São Paulo. Mas se encantou com a população local e decidiu permanecer ali, onde havia uma pequena capela dedicada a Santo Antônio. No seu lugar, padre Aldo construiu uma grande paróquia, a Paróquia São Filipe Néri, tornando-se fundador e prepósito (prefeito ou prelado) da Congregação do Oratório de São Paulo. Hoje ela é formada por quatro padres, cinco irmãos e quatro noviços. Os padres atuais ampliaram a fundação, trazendo ao bairro um convento feminino, das Irmãs Auxiliadoras do Oratório, que já possui duas irmãs, além de uma vocacionada.